# John Mulaney
John Edmund Mulaney (Chicago, 26 agosto 1982) è un comico, attore, sceneggiatore, produttore e doppiatore statunitense.

## Biografia
Nato a Chicago da una famiglia di origini irlandesi, John Mulaney ha studiato alla Georgetown University e lavora nel mondo dello spettacolo dal 2004. È noto soprattutto per il suo lavoro come sceneggiatore per il Saturday Night Live e come comico negli speciali televisivi The Top Part (2009), New in Town (2012), The Comeback Kid (2017) e Kid Gorgeous (2018), per cui ha vinto il Primetime Emmy Award per la miglior sceneggiature di uno speciale di varietà.
Nel corso della sua carriera ha ricevuto diciotto candidature ai premi Emmy, vincendone due nel 2011 e nel 2018.  È stato il protagonista e l'ideatore della sitcome della Fox Mulaney, andata in onda tra il 2014 e il 2015. Ha inoltre recitato a Broadway ed è stato co-produttore esecutivo, sceneggiatore e occasionalmente interprete di Documentary Now!. Ha lavorato come doppiatore nella serie animata di Netflix Big Mouth, mentre nel 2018 ha fatto il suo esordio cinematografico prestando la voce a Spider-Pork in Spider-Man - Un nuovo universo.

### Vita privata
È stato sposato con la truccatrice Annamarie Tendler dal 2014 al 2021. 
Ha una relazione con l’attrice Olivia Munn dal 2021, con cui ha avuto un figlio, Malcolm, nel novembre dello stesso anno.
Ha sofferto a lungo di tossicodipendenza e alcolismo e nel 2014 ha dichiarato di essere sobrio dal 2005; tuttavia, nel dicembre del 2020 ha dichiarato di aver avuto una ricaduta e ha trascorso due mesi in una clinica di riabilitazione per combattere la dipendenza da alcolici e cocaina.

## Filmografia (parziale)

### Produttore
- Saturday Night Live – serie TV, 22 episodi (2011-2012)
- Documentary Now! – serie TV, 14 episodi (2015-2019)
- Big Mouth – serie TV, 41 episodi (2017-2020)

### Sceneggiatore
- Saturday Night Live – serie TV, 96 episodi (2014-2020)
- Documentary Now! – serie TV, 21 episodi (2015-2019)

### Attore
- Saturday Night Live – serie TV, 5 episodi (2008-2019)
- Documentary Now! – serie TV, 1 episodio (2015)
- Lady Dynamite – serie TV, 1 episodio (2016)
- Difficult People – serie TV, 1 episodio (2016)
- Portlandia – serie TV, 1 episodio (2018)
- Crashing – serie TV, 2 episodi (2018-2019)
- Dickinson – serie TV, 2 episodi (2019)
- Cenerentola (Cinderella) , regia di Kay Cannon (2021)
- The Bear - serie TV, 1 episodio (2023)

### Doppiatore
- Ugly Americans – serie TV, 1 episodi (2010)
- Big Mouth – serie TV, (2017-2024)
- Animals – serie TV, 1 episodio (2018)
- Spider-Man - Un nuovo universo (Spider-Man: Into the Spider-Verse), regia di Bob Persichetti, Peter Ramsey e Rodney Rothman (2018)
- I Simpson – serie TV, 1 episodio (2019)
- Cip & Ciop agenti speciali (2022)
- Il gatto con gli stivali 2 - L'ultimo desiderio (Puss in Boots: The Last Wish), regia di Joel Crawford (2022)

## Doppiatori italiani
- Daniele De Lisi in: Spider-Man: un nuovo Universo
- Massimo De Ambrosis ne: I Simpson
- Raoul Bova in: Cip & Ciop: Agenti Speciali
- Riccardo Scarafoni in: Il gatto con gli stivali 2 - L'ultimo desiderio